# Igea Virtus Barcellona 1948-1949
Questa voce raccoglie le informazioni riguardanti l'Igea Virtus Barcellona nelle competizioni ufficiali della stagione 1948-1949.

## Rosa
| N. |                   | Ruolo | Calciatore      |
| -- | ----------------- | ----- | --------------- |
|    | Italia (bandiera) | C     | F. Bertolino    |
|    | Italia (bandiera) | D     | S. Borghese     |
|    | Italia (bandiera) | A     | G. Calabrese    |
|    | Italia (bandiera) | D     | Vincenzo Cirone |
|    | Italia (bandiera) | C     | A. Cocozza      |
|    | Italia (bandiera) | C     | G. Dispensieri  |
|    | Italia (bandiera) | A     | A. Gelsomino    |
|    | Italia (bandiera) | A     | Michele Lizio   |

| N. |                   | Ruolo | Calciatore            |
| -- | ----------------- | ----- | --------------------- |
|    | Italia (bandiera) | P     | R. Pandolfo           |
|    | Italia (bandiera) | C     | F. Pantile            |
|    | Italia (bandiera) | A     | Ciriaco Pietrangeli   |
|    | Italia (bandiera) | P     | Aleardo Ruffilli      |
|    | Italia (bandiera) | A     | Francesco Scimione    |
|    | Italia (bandiera) | D     | A. Visentin           |
|    | Italia (bandiera) | A     | Antonio Zidarich (II) |